# Karlstad (comune)
Karlstad è un comune svedese di 85 506 abitanti, situato nella contea di Värmland. Il suo capoluogo è la città omonima.

## Località
Nel territorio comunale sono comprese le seguenti aree urbane (tätort):
- Alster
- Blombacka
- Edsvalla
- Karlstad
- Molkom
- Skåre
- Skattkärr
- Vålberg
- Vallargärdet
- Väse

## Amministrazione

### Gemellaggi
- Blönduós
- Gaziantep
- Horsens
- Jõgeva
- Lubiana
- Moss
- Nokia